# 25丁目駅 (BMT4番街線)
25丁目駅（25ちょうめえき、英語: 25th Street）はブルックリン区グリーンウッド・ハイツの25丁目-4番街交差点に位置するニューヨーク市地下鉄BMT4番街線の駅である。D系統とN系統が深夜帯、R系統が終日停車する。また、ラッシュ時にはW系統も停車する。

## 駅構造
| G          | 地上階                     | 出入口 |
| P ホーム階 | 相対式ホーム、右側扉が開く | 相対式ホーム、右側扉が開く |
| P ホーム階 | 北行緩行線                 | ← 深夜帯：205丁目駅行き（プロスペクト・アベニュ－駅） ← 深夜帯：アストリア-ディトマース・ブールバード駅行き（プロスペクト・アベニュ－駅） ← フォレスト・ヒルズ-71番街駅行き（プロスペクト・アベニュ－駅） ← 深夜帯：ホワイトホール・ストリート駅行き（プロスペクト・アベニュ－駅） ← ラッシュ時：アストリア-ディトマース・ブールバード駅行き（プロスペクト・アベニュ－駅） |
| P ホーム階 | 北行急行線                 | ← 深夜帯以外：通過 |
| P ホーム階 | 南行急行線                 | → 深夜帯以外：通過 → |
| P ホーム階 | 南行緩行線                 | → 深夜帯：ウェスト・エンド線経由コニー・アイランド駅行き（36丁目駅）→ 深夜帯：シー・ビーチ線経由コニー・アイランド駅行き（36丁目駅）→ ベイ・リッジ-95丁目駅行き（36丁目駅）→ ラッシュ時：86丁目駅行き（36丁目駅）→ |
| P ホーム階 | 相対式ホーム、右側扉が開く | |

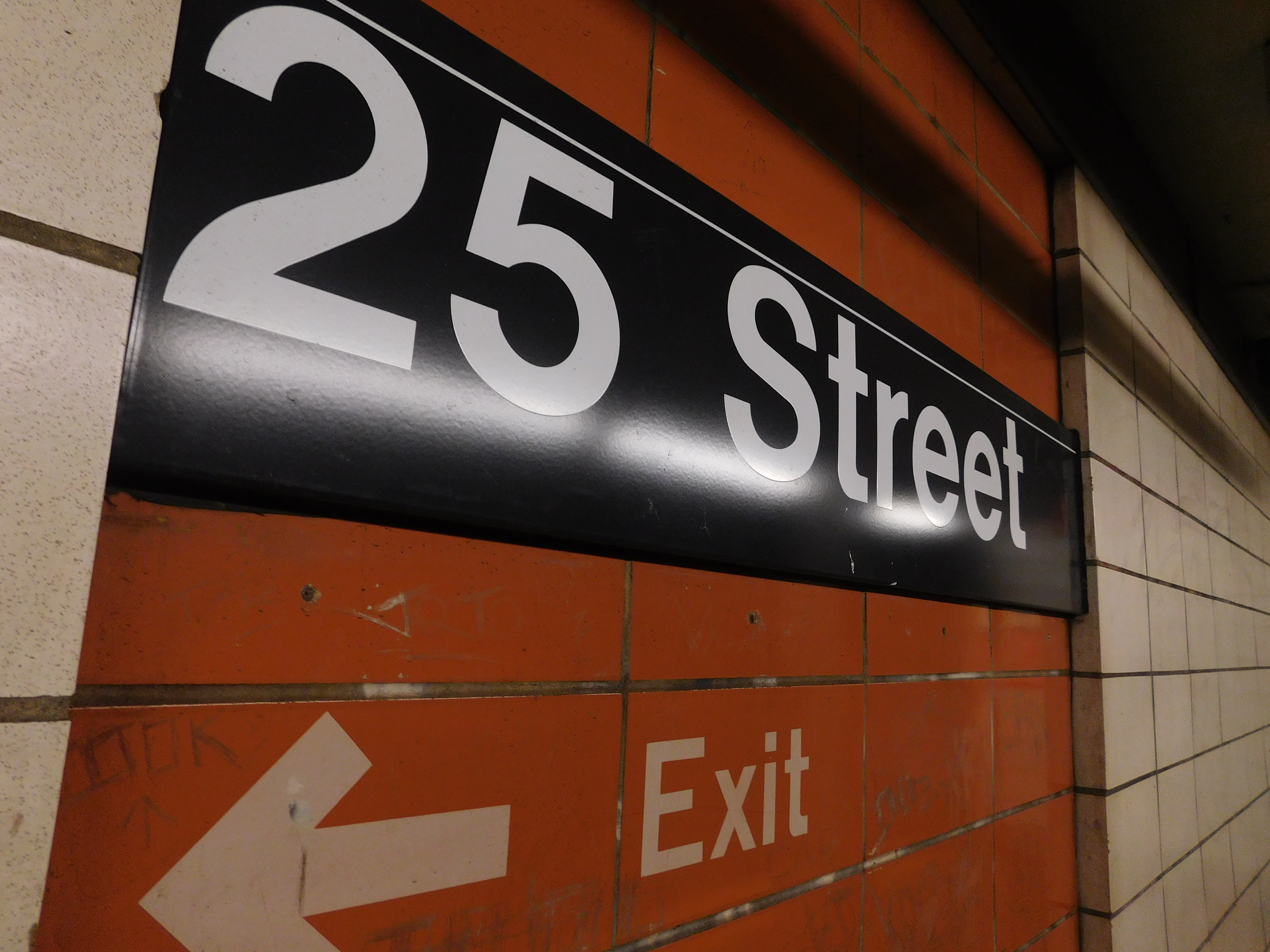
駅名標

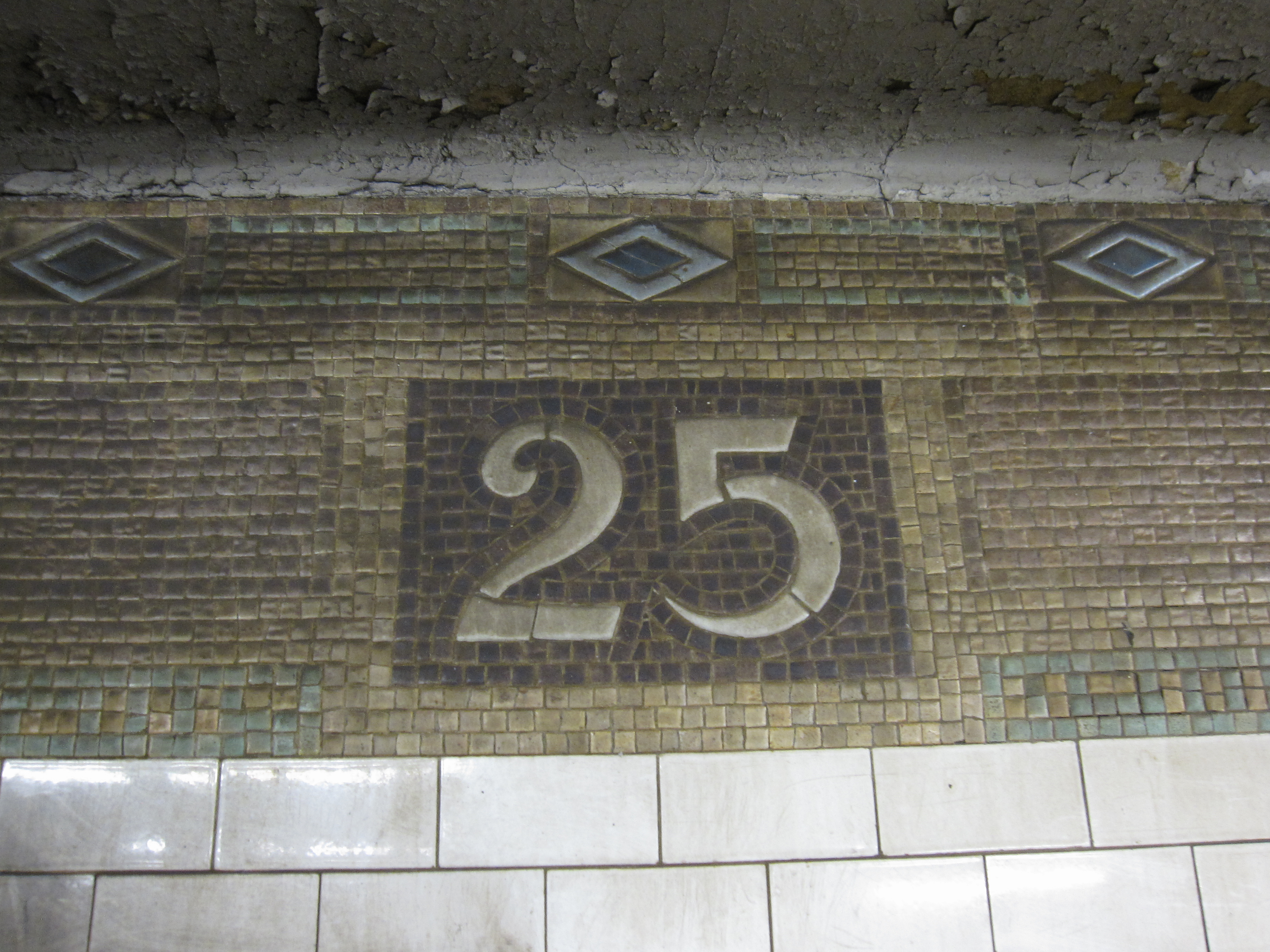
改札に残るモザイク

駅は1915年6月22日に開業、相対式ホーム2面4線の構造を持つ。開業より後に延伸された部分を除きホームに柱はない。その延伸された部分の柱はクリーム色になっている。
駅は1970年代後半に改装され、タイルをモダンなデザインのものに置き換えたが、改札には開業当時のモザイクが今日でも残っている。

### 出入口
土被りが浅いため改札階はなく、各ホーム横に1か所あるがホーム下に連絡通路はないため改札は南北ホームで分離している。地上へは北行ホームからは25丁目と4番街交差点南東に、南行ホームからは同交差点南西に、階段が1つずつ設置されている。

## 近隣の施設
- グリーンウッド墓地 - アメリカ合衆国国定歴史建造物